# Kim Hak-ryong
Kim Hak-ryong – północnokoreański zapaśnik w stylu wolnym. Wicemistrz Azji w 1988. Trzeci na mistrzostwach Azji juniorów w 1988 roku.